# Dunlop Manufacturing
Dunlop Manufacturing, Inc. (также известен как Jim Dunlop) — производитель музыкальных аксессуаров, в частности педалей эффектов. Основанная Джимом Данлопом старшим в 1965, компания из маленькой домашней организации превратилась в большого производителя музыкальных принадлежностей.

## История
Шотландский эмигрант Джим Данлоп в 1965 основал Jim Dunlop Company, работая на то время химическим инженером. Первой его работой был Vibra-Tuner — маленькое устройство, которое прикреплялось к гитаре присосками и показывало, настроена ли гитара. Пока он ходил из магазина в магазин, предлагая своё изобретение, кто-то сказал ему, что музыкантам нужны хорошие капо, и что если кто-то возьмётся сделать каподастр, который будет хорошо крепиться к 12-ти струнной гитаре, то неплохо на этом заработает. Используя своё образование инженера, Данлоп создал переключающийся капо; затем он начал работать с местной мастерской, чтобы выпустить первую линию каподастров, которая впоследствии была названа 1100 серийной.
19 марта 1972 Данлоп приехал в магазин медиаторов и начал читать все издания Guitar Player, отмечая для себя комментарии музыкантов касательно медиаторов. В том же году он покинул Dymo Industries, чтобы полностью посвятить себя своей новой компании. Переехав к своей семье в Беницию, Данлоп открыл свой первый магазин, который, однако, скоро пришлось сменить, так как потребности возросли.
Jim Dunlop производит широкий ряд продукции от каподастров и медиаторов до слайдов, порожков, фиксаторов ремней и разнообразных эффектов, включая педаль Crybaby wah-wah, Univibe, Heil Talkbox и MXR, а также линию педалей эффектов Way Huge.

### Way Huge Electronics и Tortex
Way Huge была основана Джорджем Триппсом (Jeorge Tripps) в 1992. В конце 1999 года Триппс ушёл работать в Line 6, и компания закрылась. В 2008 года Триппс и Way Huge переехали в Jim Dunlop, где воскресла линия Way Huge, включающая Swollen Pickle (фузз), Pork Loin (овердрайв), Fat Sandwich (дисторшн), и Green Rhino (овердрайв), Havalina (фузз) и переиздание старой педали Aqua Puss, получившее название Aqua Puss mk.II. Появились так же и новые педали производства Way Huge — Supa Puss, Echo Puss и другие.